# Ctenochira angustata
Ctenochira angustata là một loài tò vò trong họ Ichneumonidae.